# Pidonia atripennis
Pidonia atripennis là một loài bọ cánh cứng trong họ Cerambycidae.